# Filitonchus volutus
Filitonchus volutus är en rundmaskart. Filitonchus volutus ingår i släktet Filitonchus, och familjen Cyatholaimidae. Arten är reproducerande i Sverige.